# Westend Gate
Westend Gate (også Marriott Hotel Frankfurt) er et hotel beliggende i centrum af Frankfurt am Main. 
Hotellet, der blev opført i 1988 er beliggende i nærheden af Frankfurts messeområde. Det drives af Marriott.
50°6′51″N 8°39′1″Ø / 50.11417°N 8.65028°Ø